# Брњићи
Брњићи је насељено место у Босни и Херцеговини у општини Добретићи. Административно припада Федерацији Босне и Херцеговине, односно њеном Средњобосанском кантону. Према попису становништва из 2013. у насељу је било 123 становника, а већинску популацију у насељу чинили су Хрвати.
До 1992. село се налазило у саставу некадашње општине Скендер Вакуф чији највећи део је ушао у састав Републике Српске где је организован као општина Кнежево.

## Становништво
По последњем службеном попису становништва из 2013. године у насељу Брњићи живело је 123 становника, а село је било етнички хомогено са већинском хрватском популацијом.
| Националност | 2013. | 1991.        | 1981.        | 1971.        |
| Хрвати       | —     | 284 (95,95%) | 270 (98,54%) | 234 (99,57%) |
| Срби         | —     | 1 (0,33%)    | 4 (1,46%)    | 1 (0,42%)    |
| Бошњаци      | —     | 0            | 0            | 0            |
| остали       | —     | 11 (3,71%)   | 0            | 0            |
| Укупно       | 123   | 296          | 274          | 235          |